# Municipio de Mitchell (condado de Rice)
El municipio de Mitchell (en inglés: Mitchell Township) es un municipio ubicado en el condado de Rice en el estado estadounidense de Kansas. En el año 2010 tenía una población de 125 habitantes y una densidad poblacional de 1,33 personas por km².

## Geografía
El municipio de Mitchell se encuentra ubicado en las coordenadas 38°23′54″N 98°5′59″O / 38.39833, -98.09972. Según la Oficina del Censo de los Estados Unidos, el municipio tiene una superficie total de 94.27 km², de la cual 94,1 km² corresponden a tierra firme y (0,18 %) 0,17 km² es agua.

## Demografía
Según el censo de 2010, había 125 personas residiendo en el municipio de Mitchell. La densidad de población era de 1,33 hab./km². De los 125 habitantes, el municipio de Mitchell estaba compuesto por el 100 % blancos. Del total de la población el 0,8 % eran hispanos o latinos de cualquier raza.